# Tartu FC DAG
Tartu FC DAG – estoński klub piłkarski z siedzibą w Tartu.

## Historia
Chronologia nazw:
- 1910—1992: Tartu Kalev
- 1992—1994: Tartu EsDAG
- 1994—...: Tartu FC DAG

Klub został założony w 1910 jako Tartu Kalev. W okresie Związku Radzieckiego występował w rozgrywkach lokalnych. W 1992 jako Tartu EsDAG debiutował w najwyższej lidze Mistrzostw Estonii. W 1994 zmienił nazwę na Tartu FC DAG. W sezonie 1994/95 zajął ostatnie 8 miejsce i spadł do Esiliiga.

## Sukcesy
- Meistriliiga:

3 miejsce: 1992 (grupa wschodnia)
- Puchar Estońskiej SRR:

finalista: 1948